# Alejandro Ortuoste
Alejandro José Ortuoste (ur. 17 marca 1931 w Manili) – filipiński pięściarz. Reprezentant kraju podczas igrzysk olimpijskich w 1952 w Helsinkach.
Na igrzyskach w Helsinkach wystąpił w turnieju wagi koguciej. W pierwszej rundzie miał wolny los w drugiej przegrał z John McNallyem z Irlandii. Zmarł, okoliczności i data śmierci nie są znane.